# Hans Daiber (Architekt)
Hans Daiber (*  1. August 1880 in Stuttgart; † 15. Januar 1969 ebenda) war ein deutscher Architekt und Maler.

## Leben
Daiber war ein Stuttgarter Architekt der Neuen Sachlichkeit, arbeitete in Württemberg, vor allem für die Universität Tübingen. Der ältere Bruder des bekannteren Architekten Alfred Daiber (1886–1961) besuchte des Eberhard-Ludwigs-Gymnasium in Stuttgart und absolvierte anschließend ein Architekturstudium an der Technischen Hochschule Stuttgart bei Theodor Fischer. Neben Paul Bonatz und Martin Elsaesser gehört er zu dessen wichtigsten Schülern. 1907 absolvierte Daiber die Regierungsbaumeisterprüfung. 1910 arbeitete er als Bauleiter an Theodor Fischers Kunstgebäude am Schloßplatz in Stuttgart. Für sein Engagement beim Bau des Kunstgebäudes wurde ihm vom König Wilhelm II. von Württemberg das Ritterkreuz I. Klasse des Friedrichs-Ordens verliehen.

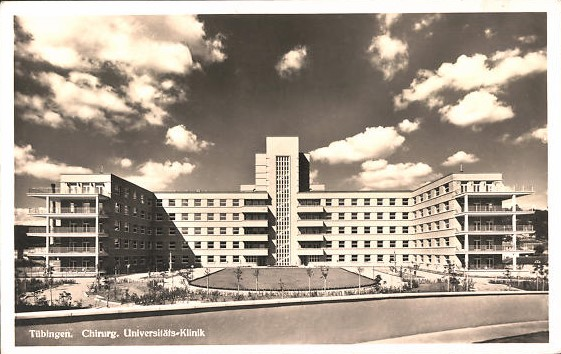
Chirurgische Klinik in der Calwerstraße 7 in Tübingen, kurz nach der Eröffnung 1936

Ab 1918 war Daiber als Bauinspektor in der Bauabteilung des Württembergischen Finanzministeriums tätig, ab 1942 als Baudirektor. Ab 1924 plante er diverse Neubauten der Universität Tübingen, darunter die Chirurgische Klinik in der Calwer Straße 7 (1932–1935, ein Stahl-Skelettbau mit Backstein-Sichtmauerwerk, heute Frauenklinik), ein Fernheizwerk, die benachbarte Waschhalle der Universität und der große Um- und Anbau der Neuen Aula (1928–32). Zu seinen Werken gehört auch das inzwischen denkmalgeschützte Institut für physikalische Chemie der TH Stuttgart in der Wiederholdstraße 15 im Stadtteil Relenberg (1925–1926).